# Veronica Kristiansen
Veronica Egebakken Kristiansen (ur. 10 lipca 1990 w Egersund) – norweska piłkarka ręczna, reprezentantka kraju, grająca na pozycji lewej rozgrywającej.
Swoje pierwsze kroki w piłce ręcznej stawiała w klubie Mjøndalen. Następnie przeniosła się do Reistad oraz Våg Vipers. Dzięki grze dla 'Żmij' zadebiutowała w najwyższej klasie rozgrywkowej w Norwegii. Wraz z sezonem 2011/2012 zawodniczka przeniosła się do zespołu Glassverket IF. Sezon 2013/2014 zakończyła ze 140 trafieniami na koncie co dało jej drugie miejsce w klasyfikacji najlepszych strzelczyń ligi norweskiej.
W drużynie narodowej zadebiutowała 20 marca 2013 roku w towarzyskim meczu przeciwko reprezentacji Danii, gdzie zdobyła cztery bramki a jej drużyna wygrała 40:24.
Ma dwie siostry, które również są piłkarkami ręcznymi, starszą Charlotte oraz młodszą Jeanett przez 4 sezony wszystkie trzy reprezentowały barwy klubu Glassverket IF.

## Osiągnięcia reprezentacyjne

### Juniorskie
- Mistrzostwa Europy U19:
  -  2009
- Mistrzostwa Świata U20:
  -  2010

### Seniorskie
- Igrzyska Olimpijskie:
  -  2016
- Mistrzostwa Świata:
  -  2015
  -  2017
- Mistrzostwa Europy:
  -  2014, 2016, 2020

## Sukcesy klubowe
- Mistrzostwa Węgier:
  -  2018, 2019
- Puchar Węgier:
  -  2018, 2019
- Liga Mistrzyń:
  - 2018, 2019

## Nagrody indywidualne
- 2018 – najlepsza środkowa rozgrywająca Ligi Mistrzyń